# Joseph Niklas zu Windisch-Graetz
Graaf Joseph Niklas zu Windisch-Graetz, baron van Waldstein en Thal (6 december 1744 - Štěkeň, 24 januari 1802) was kamerheer van aartshertogin Marie Antoinette van Oostenrijk.

## Biografie
Hij stamde uit het adelsgeslacht Windisch-Graetz en was de tweede zoon van graaf Leopold Carl Joseph zu Windish-Graetz. Hij was voor een eerste keer getrouwd met gravin Maria Josepha Reinharda Raimunda Erdődy (1748-1777) en een tweede keer met Maria Leopoldine Franziska van Arenberg (1751-1812), met wie hij in 1781 in Brussel trouwde.
Deze laatste was de dochter van de steenrijke hertog Karel Maria Raymond van Arenberg (1721-1778) en hun huwelijk stelde Windisch-Graetz in staat enkele Boheemse heerlijkheden aan te kopen. Uit hun huwelijk kwam Alfred I zu Windisch-Graetz voort, die in 1804 in de vorstenstand werd verheven.